# Mara López
Mara López (Palma de Mallorca, 24 de febrero de 1992) es una actriz y modelo española. En 2011 se trasladó a Madrid donde se formó en el "Estudio Corazza para el actor" con Juan Carlos Corazza. Trabaja en cine, televisión y teatro a nivel internacional.

## Trayectoria

### Series de Televisión
| Año  | Título                  | Personaje       | Canal       |
| ---- | ----------------------- | --------------- | ----------- |
| 2022 | Erótica                 | Regina          | Pantaya     |
| 2022 | El rey                  | Gabriela        | Netflix     |
| 2022 | Máscara Vs Caballero    | Luisa del Campo | Disney+     |
| 2022 | Mi tío                  | Sol             | Prime Video |
| 2020 | Herederos por accidente | Carlota         | Claro Video |
| 2020 | Hijos de su madre       | Dolores         | Claro Video |
| 2019 | Brigada Costa del Sol   |                 | Netflix     |
| 2012 | IP-LaSerie              | Vanessa         |             |

### Cine
| Año  | Título      | Director   | Personaje |
| ---- | ----------- | ---------- | --------- |
| 2021 | Cerda de tí | Beto Gómez | Sabina    |